# Felejthetetlen (televíziós sorozat)
A Felejthetetlen (eredeti cím: Unforgettable) 2011 és 2016 között futott amerikai televíziós krimisorozat. A műsor alkotói Ed Redlich és John Bellucci, a történet pedig egy New York-i rendőrnőről szól, aki egy betegség miatt nem képes felejteni. A főbb szerepeket Poppy Montgomery, Dylan Walsh, Michael Gaston, Kevin Rankin és Daya Vaidya voltak.
A sorozatot az Amerikai Egyesült Államokban a CBS mutatta be 2011. szeptember 20-án, majd az első évad befejezése után nem sokkal, 2012. május 13-án kaszálták is, azonban június 12-én meggondolták magukat, és új részeket rendeltek be hozzá. A harmadik évad után, 2014. októberében ismét kaszálták a műsort, 2015. februárjában az A&E csatorna karolta fel még egy évadra, azonban azonban a gyenge nézettségi adatok miatt 2016. februárjában véglegesen elkaszálták. Magyarországon az AXN mutatta be 2011. november 9-én.

## Cselekmény
A New York-i Syracuse egykori nyomozója, Carrie Wells hipermnéziában, egy ritka betegségben szenved, ami hatására vizuálisan mindenre emlékszik, nem képes felejteni. Volt barátja és társa, Al Burns hadnagy kérésére Carrie csatlakozik a New York-i Rendőrség Queens-i gyilkossági osztályához, hogy segítsen neki különböző ügyeket megoldani. Carrie képességét használva igyekszik megoldani az eseteket, miközben nyomoz az egyetlen olyan nap után, amire nem képes visszaemlékezni: a napra, amikor megölték a nővérét.

## Szereplők
| Szereplő              | Színész             | Magyar hang        |
| --------------------- | ------------------- | ------------------ |
| Carrie Wells          | Poppy Montgomery    | Orosz Anna         |
| Al Burns              | Dylan Walsh         | Csőre Gábor        |
| Mike Costello         | Michael Gaston      | Fazekas István     |
| Nina Inara            | Daya Vaidya         | Kiss Eszter        |
| Tanya Sitkowsky       | Britt Lower         | Nemes Takách Kata  |
| Cherie Rollins-Murray | Tawny Cypress       | Nemes Takách Kata  |
| Joanne Webster        | Jane Curtin         | Menszátor Magdolna |
| Eliot Delson          | Dallas Roberts      | Tarján Péter       |
| Jay Lee               | James Hiroyuki Liao | Seder Gábor        |
| Delina Michaels       | La La Anthony       | Bertalan Ágnes     |
| Denny Padilla         | E.J. Bonilla        | Fehér Tibor        |

## Epizódok
| Évad | Évad | Epizódok | Eredeti sugárzás     | Eredeti sugárzás     | Eredeti adó | Magyar sugárzás   | Magyar sugárzás  | Magyar adó |
| Évad | Évad | Epizódok | Évadpremier          | Évadfinálé           | Eredeti adó | Évadpremier       | Évadfinálé       | Magyar adó |
| ---- | ---- | -------- | -------------------- | -------------------- | ----------- | ----------------- | ---------------- | ---------- |
|      | 1    | 22       | 2011. szeptember 20. | 2012. május 8.       | CBS         | 2011. november 9. | 2012. május 30.  | AXN        |
|      | 2    | 13       | 2013. július 28.     | 2014. május 9.       | CBS         | 2013. október 16. | 2014. június 18. | AXN        |
|      | 3    | 13       | 2014. június 29.     | 2014. szeptember 14. | CBS         | 2015. február 17. | 2015. május 12.  | AXN        |
|      | 4    | 13       | 2015. november 27.   | 2016. január 22.     | A&E         | 2016. március 1.  | 2016. május 31.  | AXN        |